# Quedlinburg
Quedlinburg (phát âm tiếng Đức: [ˈkveːdlɪnbʊʁk]) là một thị trấn nằm ở phía bắc của dãy núi Harz, thuộc quận Harz, ở phía tây của Sachsen-Anhalt, Đức. Năm 1994, lâu đài, nhà thờ và khu phố cổ đã được thêm vào danh sách Di sản thế giới của UNESCO.
Quedlinburg có dân số hơn 24.000 người. Đây là thủ phủ của Quedlinburg cho đến năm 2007 khi bị giải thế. Một số địa điểm trong thị trấn được chỉ định là điểm dừng dọc theo tuyến đường ngắm cảnh tuyệt đẹp Đường La Mã.

## Lịch sử
Thị trấn Quedlinburg được biết là đã tồn tại từ ít nhất là vào đầu thế kỷ thứ 9 khi có một khu định cư được gọi là Gross Orden trên bờ phía đông của sông Bode. Nó lần đầu tiên được đề cập như một thị trấn vào năm 922 như là một phần quà tặng bởi vua Heinrich I (Heinrich der Vogler). Các giấy tờ lưu trữ của việc hiến tặng này được phụ trách bởi tu viện Hoàng gia Corvey.
Theo truyền thuyết, Heinrich đã được trao lại ngai vàng Đức tại Quedlinburg vào năm 919 bởi các quý tộc người Franken làm cho thị trấn được gọi là "cái nôi của Đế chế Đức".:85 Sau cái chết của Heinrich năm 936, góa phụ Matilda của Ringelheim thành lập một cộng đồng tôn giáo dành cho phụ nữ trên đồi lâu đài, nơi con gái của giới quý tộc được giáo dục. Khu vực chính của nơi này là Tu viện Quedlinburg là nơi cầu nguyện cho vua Heinrich và những người kế vị. Đây cũng là nơi biên soạn Biên niên sử của Quedlinburg. Nữ trưởng tu viện đầu tiên là Matilda, cháu gái của vua Heinrich và Thánh Matilda.
Quần thể lâu đài Quedlinburg, được thành lập bởi vua Heinrich I và được xây dựng bởi Otto I vào năm 936 là một cung điện hoàng gia của các hoàng đế Saxon. Nó bao gồm tu viện nam ở trong một thung lũng nơi mà ngày nay Giáo hội Công giáo La Mã của Thánh Wiperti được đặt trong khi tu viện ở trên đồi lâu đài.
Năm 973, ngay trước cái chết của Hoàng đế Otto I, một công ước hoàng gia đã được tổ chức với sự tham dự của Mieszko I của Ba Lan, Boleslaus I, Công tước Bohemia cũng như nhiều nhân vật quý tộc khác tới từ Byzantium và Bulgaria xa xôi, tập hợp tại đây để tỏ lòng tôn kính với hoàng đế. Nhân dịp này, Otto Đại đế đã giới thiệu cô con dâu mới Theophanu, một công chúa Đông Lã Mã có hôn ước với Otto II mang lại hy vọng được công nhận và tiếp tục hòa bình giữa các nhà cai trị của các đế quốc hai phía đông tây.
Năm 994, Otto III đã công nhận quyền mua bán, thuế và đúc tiền, thiết lập khu chợ đầu tiên ở phía bắc của đồi lâu đài. Thị trấn đã trở thành một thành viên của Liên minh Hanse vào năm 1426. Tu viện Quedlinburg thường xuyên tranh chấp tính độc lập khỏi thị trấn nên đã tìm sự giúp đỡ của Giáo phận Công giáo Rôma Halberstadt. Năm 1477, Hedwig được hỗ trợ bởi anh em Ernest và Albert đã phá vỡ sự cản trở của thị trấn và trục xuất lực lượng của giám mục. Quedlinburg đã buộc phải rời khỏi Liên minh Hanse và sau đó được bảo vệ bởi Đại cử tri Sachsen. Cả thị trấn và tu viện đều chuyển đổi sang Giáo hội Luther năm 1539 trong giai đoạn Cải cách Tin lành.
Năm 1697, tuyển đế hầu August II của Ba Lan của Sachsen đã bán quyền sở hữu của mình đối với Quedlinburg cho Friedrich I của Phổ với giá 240.000 Thaler. Tuy nhiên, Tu viện Quedlinburg lại trở thành nơi tranh chấp giữa tuyên bố của Brandenburg-Phổ trong suốt thế kỷ 18. Tu viện được hoàn tục hóa vào năm 1802 trong thời gian sáp nhập ở Đức và Quedlinburg được chuyển giao cho Vương quốc Phổ như một phần của Công quốc Quedlinburg. Một phần vương quốc của Napoléon ở Westphalia từ năm 1807–13 bao gồm trong tỉnh Sachsen mới năm 1815